# Божићна честитка
Божићна честитка је честитка која се шаље као део традиционалне прославе Божића како би се људима пренео читав низ расположења везаних за сам Божић и празничну сезону. Много људи (укључујући неке нехришћане) у западном друштву и у Азији током недеља које претходе Божићу размењују божићне честитке. Традиционални поздрав гласи „Срећни новогодишњи и божићни празници”. Небројене су варијације овог поздрава, многе честитке изражавају више религиозних осећања или садрже песму, молитву, текстове божићних песама или библијски стих; други се фокусирају на општу сезону празника свеобухватним „поздравима за сезону”. Прву модерну божићну честитку направио је Џон Калкот Хорсли.
Божићна честитка је обично комерцијално дизајнирана и купује се за ту прилику. Садржај дизајна могао би се директно односити на божићну приповест са приказима Исусовог рођења или имати хришћанске симболе попут Витлејемске звезде или беле голубице која представља и Светога духа и Мир. Многе божићне честитке приказују божићне традиције, попут сезонских фигура (нпр. Деда Мраза, Снешка Белића и ирваса), предмете повезане са Божићем као што су свеће, божиковина, куглице, божићне јелке и божићне активности попут куповине, коледовања и забаве, или других аспеката сезоне попут снега и дивљих животиња северне зиме. Неке секуларне честитке приказују носталгичне сцене прошлости, као што су кринолинирани купци на уличним крајолицима 19. века; друге су шаљиве, посебно у приказивању враголија Деда Мраза и његових вилењака.

## Историја
Прве забележене божићне честитке Мајкл Мајер је послао енглеском краљу Џејмсу I и његовом сину Хенрију Фредерику, принцу од Велса 1611. године. Ово је 1979. године открио Адам Маклин у Шкотској националној архиви. Укључивале су розенкројцерске слике, уз речи поздрава − „Поздрав на рођендан Светог краља, најпоштованијем и најенергичнијем господару и најугледнијем Џејмсу, краљу Велике Британије и Ирске, и Бранитељу истинске вере, са гестом радосне прославе Рођендана Господњег, у највећој радости и срећи, улазимо у нову повољну 1612. годину” − постављену да формира ружу.
Следеће честитке наручио је сер Хенри Коул, а илустровао Џон Калкот Хорсли у Лондону 1. маја 1843. године. Централна слика приказивала је три генерације породице која је наздрављала примаоцу картице: са обе стране биле су сцене добротворних акција, где су сиромашни добили храну и одећу. Наводно се слика породице како заједно пију вино показала контроверзном, али идеја је била проницљива: Коул је три године раније помогао да се Пени Пост уведе. Исписане су и продате две серије од 2.050 честитки те године, свака по цени од по шилинг.
Ране британске честитке ретко су приказивале зимске или верске теме, уместо тога фаворизовале су цвеће, виле и друге необичне дизајне који су подсећали примаоца на приближавање пролећа. Шаљиве и сентименталне слике деце и животиња биле су популарне, као и све сложенији облици, украси и материјали. На Божић 1873. године, литографска фирма Пранг и Мајер започела је са стварањем честитки за популарно тржиште у Британији. Фирма је започела продају божићних честитки у Америци 1874. године, постајући тако први штампач који је понудио честитке у Америци. Њен власник, Луис Пранг, понекад се назива „оцем америчке божићне честитке”. До 1880-их Пранг је производио преко пет милиона честитки годишње користећи хромолитографски поступак графике. Међутим, популарност његових честитки довела је до јефтиних имитација које су га на крају истерале са тржишта. Појава разгледнице значила је крај за сложене честитке у викторијанском стилу, али до 1920-их вратиле су се честитке са ковертама. Опсежна колекција честитки Лоре Седон са Универзитета Метрополитан у Манчестеру окупља 32.000 викторијанских и едвардијанских честитки, које су одштампали главни дневни издавачи, укључујући и прву британску комерцијално произведену божићну честитку.
Производња божићних честитки била је током 20. века профитабилан посао за многе произвођаче прибора, с тим што се дизајн честитки непрекидно развијао са променом укуса и техникама штампе. Сада широко препознати бренд Hallmark Cards основао је 1913. године Џојс Хол уз помоћ брата Ролија Хола како би пласирао своје божићне честитке које су производили сами. Браћа Хол искористила су све већу жељу за персонализованијим честиткама и постигла критични успех када је избијање Првог светског рата повећало потражњу за честиткама које су се слале војницима. Светски ратови донели су честитке са патриотским темама. Идиосинкратске „студијске честитке” биле су са илустрацијама цртаних филмова и понекад ризичним хумором ухваћеним педесетих година. Носталгичне, сентименталне и религиозне слике и даље су популарне, а у 21. веку је лако добити репродукције викторијанских и едвардијанских честитки. Модерне божићне честитке могу се купити појединачно, али се такође продају у паковањима истог или различитог дизајна. Последњих деценија промене у технологији могу бити одговорне за пад божићних честитки. Процењени број честитки које су примила америчка домаћинства смањио се са 29 у 1987. на 20 у 2004. години. Е-пошта и телефони омогућавају чешћи контакт и лакши су генерацијама одгајаним без руком писаних писама − посебно с обзиром на доступност веб локација које нуде бесплатне божићне честитке путем е-поште. Упркос паду, само у 2005. години у САД је послато 1,9 милијарди честитки. Неки произвођачи честитки сада нуде Е-честитке. У Великој Британији божићне честитке чине готово половину обима продаје честитки, са више од 668,9 милиона божићних честитки продатог у празничном периоду 2008. године.
У већински нерелигиозним земљама (нпр. Чешка), картице се радије називају новогодишњим честиткама, али се шаљу пре Божића, а нагласак (дизајн, текстови) углавном се даје Новој години, изостављајући верске симболе.

### Званичне божићне честитке
„Званичне” божићне честитке почеле су са краљицом Викторијом 1840-их. Честитке британске краљевске породице углавном су портрети који одражавају значајне личне догађаје у години.
Постоји дугогодишњи обичај да председник САД и прва дама шаљу божићне честитке Беле куће сваке празничне сезоне. Пракса је потекла од председника Калвина Кулиџа, који је први председник издао писану изјаву о мирним вестима током празника 1927. године. Председник Херберт Хувер први је дао божићне белешке особљу Беле куће, а председник Френклин Делано Рузвелт први је председник који је користио формат честитке (уместо претходно коришћених белешки или писане изјаве) који највише личи на божићне честитке данас.
Амерички председник Двајт Д. Ајзенхауер издао је 1953. године прву званичну честитку Беле куће. На честиткама се обично приказују сцене Беле куће које су приказали истакнути амерички уметници. Број прималаца значајно је порастао током деценија, са само 2.000 у 1961. на 1,4 милиона честитки у 2005. години.

### Комерцијалне божићне честитке
Многа предузећа, од малих локалних предузећа до мултинационалних предузећа, шаљу божићне честитке људима са својих спискова купаца, као начин за развијање опште добре воље, задржавање свести о бренду и јачање друштвених мрежа. Ове честитке су скоро увек дискретне и секуларног дизајна и не покушавају да продају производ, ограничавајући се на помињање назива предузећа. Пракса се враћа на трговачке карте из 18. века, родоначелника модерне божићне честитке.

### Добротворне божићне честитке
Многе организације производе посебне божићне честитке као алат за прикупљање средстава. Најпознатије од ових предузећа је вероватно Уницефов програм божићних честитки, покренут 1949. године, који одабира уметничка дела међународно познатих уметника за репродукцију честитки. Саветодавни фонд са седиштем у Великој Британији додељивао је годишњу „Скруџ награду” честиткама које враћају најмањи проценат добротворним организацијама за које тврде да подржавају иако је произвођачи божићних честитки универзално не прихватају добро.

### Божићне марке и налепнице
Многе земље производе званичне божићне марке које могу бити јарких боја и приказују неки аспект божићне традиције или сцене јаслица. Мале украсне налепнице су такође направљене да запечате полеђину коверти, у којима се обично приказује дрангулија или неки симбол Божића.
Немачка пошта је 2004. године поклонила 20 милиона бесплатних мирисних налепница како би божићне честитке мирисале на јелову јелку, цимет, медењаке, свећу од меденог воска, печене јабуке и поморанџе.

### Колекционарске честитке
Од почетка су божићне честитке страховито сакупљане. Краљица Марија скупила је велику колекцију која се данас налази у Британском музеју. Факултет финих уметности Универзитетског колеџа у Лондону чува колекцију ручно израђених божићних честитки бивших студената попут Поле Рего и Ричарда Хамилтона, а приказују се на догађајима током божићне сезоне, када грађани могу сами направити божићне честитке у Странг Принт соби. Примерци из „златног доба” штампе (1840–1890-е) су посебно цењени и на аукцијама доносе велике суме. У децембру 2005. године једна од оригиналних Хорслијевих честитки продала се за скоро 9.000 фунти. Колекционари се могу усредсредити на одређене слике попут Деда Мраза, песме или технику штампе. Божићна честитка која држи светски рекорд као најскупља икад продата била је честитка коју је Хорсли произвео 1843. године, а наручио државни службеник сер Хенри Коул. Честитку, једну од првих на свету, британски аукционари Хенри Олдриџ продали су 2001. анонимном понуђачу за рекордних 22.250 фунти.
- Деда Мраз и његови ирваси
- Свилена гајтан и ресе, 1860.
- Викторијанска честитка, 1870.
- Божићна честитка, 1880.
- Викторијанска честитка, 1885.
- Разгледница, 1901.
- Божићна честитка, 1904.
- Божићна разгледница, 1907.
- Божићна честитка, 1912.
- Америчка честитка, 1920.
- Франсес Брандиџ божићна честитка, 1910.

### Домаће честитке
Од 19. века, многе породице и појединци одлучили су да израде сопствене божићне честитке, било као одговор на новчане потребе, као уметнички подухват или како би избегли комерцијализам повезан са божићним честиткама. Са већом преференцијом ручно рађених поклона током 19. века у односу на купљене или комерцијалне предмете, домаће честитке имале су високу сентименталну вредност само као поклони. Многе породице стварање божићних честитки чине породичним подухватом и делом сезонске феште, уз мешање божићне торте и украшавање јелке. Током година такве се честитке производе у свим врстама боја и бојица, у колажу и у једноставним техникама штампе, као што је резање кромпира. Оживљавање интереса за занате од папира, посебно скрапбукинг, подигло је статус домаће честитке и учинило доступним низ алата за штанцање и сечење.
Напредак у дигиталној фотографији и штампи пружио је технологију многим људима за дизајнирање и штампање властитих картица, користећи оригиналне графичке дизајне или фотографије, или оне доступне у многим рачунарским програмима или на мрежи као клип арт, као и широк спектар типографија. Такве домаће честитке укључују личне додире попут породичних фотографија и снимака празника. Краудсорсинг, још један тренд који је омогућио интернет, омогућио је хиљадама независних и хобистичких графичких дизајнера да производе и дистрибуирају празничне честитке широм света.

## Листа божићних честитки
Многи људи шаљу честитке блиским пријатељима и далеким познаницима, што потенцијално чини слање честитки вишесатним задатком у обраћању на десетине или чак стотине коверти. Поздрав на честитки може бити персонализован, али кратак или може садржати резиме вести из године. Крајност овога је божићно писмо (испод). Будући да се картице обично размењују из године у годину, фраза „бити ван нечије листе божићних честитки” користи се да укаже на пад између пријатеља или јавних личности.

### Божићна писма
Неки узимају годишње масовно слање честитки као прилику да употпуне оне које познају са догађајима из године, и укључују такозвано „божићно писмо” које извештава о породичним поступцима, понекад на више штампаних страница. У Великој Британији су позната под називом округла слова. Иако су практична идеја, божићна писма наилазе на мешовит пријем; примаоци то могу схватити као досадне ситнице, хвалисање или комбинацију оба, док други људи цене божићна писма више као личне од масовно произведених честитки са генеричком поруком и као прилику да „ухвате корак” са животима породице и пријатеља који се ретко виђају или комуницирају са њима. Будући да ће писмо примити и ближи и даљи рођаци, такође постоји могућност да се чланови породице успротиве начину на који су представљени другима; читава епизода серије Сви воле Рејмонда изграђена је око сукоба око садржаја управо таквог писма.

## Утицај на животну средину и рециклажа
Током првих 70 година 19. века било је уобичајено да божићне и друге честитке рециклирају женске услужне организације које су их сакупљале и уклањале слике, да би се лепиле у старе књиге за забаву деце у болницама, сиротиштима, вртићима и мисијама. Како су дечје сликовнице постале јефтиније и доступније, овај облик бележења књига готово је нестао.
Недавна забринутост због утицаја које на животну средину има штампање, слање и испоруке честитки подстакла је пораст е-честитки.
Британска добротворна организација Woodland Trust води годишњу кампању за прикупљање и рециклирање божићних честитки како би подигла свест о рециклирању и прикупила донације од корпоративних спонзора и подржавалаца. Све рециклиране честитке помажу у прикупљању новца за сађење више дрвећа. У 12 година колико спроводи шему рециклаже божићних честитки, више од 600 милиона честитки је рециклирано. То је овој организацији омогућило да посади више од 141.000 стабала, спаси преко 12.000 тона папира са депоније и заустави одлазак 16.000 тона угљен диоксида у атмосферу − што је еквивалент одвођењу више од 5.000 аутомобила са пута годину дана. Шема је имала присталице и међу славним личностима, укључујући Џо Бранд, Дермота О’Лирија и Шона Бина, и представља најдуговечнију шему овог типа у земљи.

## Међународни божићни поздрави
Традиционални српски поздрав „Срећни новогодишњи и божићни празници” какав се појављују на другим језицима:
- Албански: Gëzuar Krishtlindjet dhe Vitin e Ri
- Баскијски: Gabon Zoriontsuak eta urte berri on
- Бретонски:  Nedeleg laouen na bloavezh mat
- Бугарски: Весела Коледа и Честита Нова Година
- Каталонски: Bon Nadal i Feliç Any Nou
- Упрошћени кинески (Кина, без Хонгконга): 圣诞快乐，新年进步
- Традиционални кинески (Хонгконг и Тајван): 聖誔快樂
- Корнишки: Nadelik Lowen, Bledhen Nowyth Da.
- Хрватски: Čestit Božić i sretna Nova godina
- Чешки: Veselé vánoce a šťastný nový rok.[30] Мада се чешће користи секуларни израз „P.F.”, скраћено за француски „Pour féliciter” (буквално „За срећу у години...”).
- Дански: Glædelig jul og godt nytår! или једноставније God jul
- Холандски: Prettige kerstdagen en een gelukkig nieuwjaar
- Енглески: Merry Christmas and a Happy New Year
- Естонски: Häid jõule ja head uut aastat
- Есперанто: Gajan kristnaskon kaj feliĉan novan jaron
- Филипински: Maligayang Pasko at Manigong Bagong Taon
- Фински: Hyvää joulua ja onnellista uutta vuotta
- Француски: Joyeux Noël et Bonne Année
- Галицијски: Bo Nadal e Feliz Aninovo
- Грузински: გილოცავთ შობა-ახალ წელს
- Немачки: Fröhliche Weihnachten und ein glückliches/gutes Neues Jahr
- Грчки: Καλά Χριστούγεννα και ευτυχισμένος ο Καινούριος Χρόνος
- Мађарски: Kellemes karácsonyi ünnepeket és boldog új évet или једноставније B. ú. é. k.
- Исландски: Gleðileg jól og farsælt nýtt ár
- Индонежански: Selamat Hari Natal dan Tahun Baru
- Ирски: Nollaig Shona Duit
- Италијански: Buon Natale e Felice Anno Nuovo
- Кашупски: Wiesołëch Gòdów i szczestlewégò Nowégò Rokù
- Корејски : 메리 크리스마스
- Јапански: メリー・クリスマス
- Летонски: Priecīgus Ziemassvētkus un laimīgu Jauno gadu
- Литвански: Linksmų šventų Kalėdų ir laimingų Naujųjų metų
- Македонски: Среќна Нова Година и честит Божиќ
- Малајски: Selamat Hari Krismas dan Tahun Baru
- Малтешки: Il-Milied Hieni u s-Sena t-Tajba
- Монголски: Зул сар болон Шинэ жилийн баярын мэнд хүргье
- Норвешки: God jul og godt nyttår
- Персијски: کریسمس و سال نو مبارک
- Пољски: Wesołych Świąt i Szczęśliwego Nowego Roku
- Португалски: Feliz Natal e um Feliz Ano Novo
- Румунски: Crăciun Fericit și La mulți ani
- Руски: С Новым годом и Рождеством Христовым!
- Синхалешки: Suba naththalak wewa, suba aluth aurudhak wewa
- Словачки: Veselé Vianoce a Štastný Nový rok
- Словеначки: Vesel Božič in Srečno Novo Leto
- Шпански: Feliz Navidad y próspero Año Nuevo
- Шведски: God Jul och Gott Nytt År
- Вијетнамски: Chúc mừng Giáng Sinh và chúc mừng Năm mới
- Украјински: Веселих свят! (Срећни празници!) / З Новим роком і Різдвом Христовим!
- Урду:آپکو بڑا دن اور نیا سال مبارک ہو
- Велшки: Nadolig Llawen a Blwyddyn Newydd Dda

- Божићне честитке
- Америчка честитка, 1940.
- Ратна честитка, 1943.
- Rust Craft, 1950.
- Снег у Холандији
- Божићна честитка
- Франсес Брандиџ божићна честитка
- Божићна честитка
- Божићна честитка
- Продаја божићних јелки
- Божићна честитка са везом
- Божићна честитка
- Деда Мразова одећа

## Даље читање
- Blair, Arthur. Christmas Cards for the Collector. London: Batsford, 1986  0-7134-5224-2
- Brown, Ellen. Christmas, Inc.: A Brief History of the Holiday Card. JSTOR Daily, 21 December 2015.
- Buday, György. The History of the Christmas Card. London: Rockliff, 1954
- Ettlinger, L. D. & Holloway, R. G. (1947) Compliments of the Season. (The King Penguin Books; K38.) Westdrayton: Penguin Books 39 p & plates
- Higgs, Michelle. Christmas Cards: From the 1840s to the 1940s. Princes Risborough: Shire, 1999  0-74780-426-5